# Puchar Świata w snowboardzie 2023/2024
Puchar Świata w snowboardzie w sezonie 2023/2024 – 30. edycja tej imprezy. Cykl rozpoczął się 21 października 2023 r. w szwajcarskim Chur zawodami w konkurencji big air, natomiast ostatnie zawody sezonu – konkursy snowboardcrossu – rozegrane zostały 24 marca 2024 r. w kanadyjskim Mont-Sainte-Anne.

## Konkurencje
- slalom równoległy (PSL)
- gigant równoległy (PGS)
  - slalom/gigant równoległy drużyn mieszanych (PRT)
- snowboardcross (SBX)
  - snowboardcross drużyn mieszanych (BXT)
- halfpipe (HP)
- slopestyle (SS)
- big air (BA)

Na liście klasyfikacji widnieją również oznaczenia PAR i OPP, które nie odzwierciedlają żadnych konkurencji. PAR to zsumowana klasyfikacja PSL i PGS, natomiast OPP to zsumowana klasyfikacja halfpipe'u, slopestyle’u i big air’u.

## Kalendarz i wyniki Pucharu Świata

### Snowboard alpejski(PSL/PGS)

#### Mężczyźni
| Lp. | Data             | Miejscowość       | Konkurencja | 1. miejsce         | 2. miejsce         | 3. miejsce         |
| --- | ---------------- | ----------------- | ----------- | ------------------ | ------------------ | ------------------ |
| 1.  | 14 grudnia 2023  | Carezza           | PGS         | Maurizio Bormolini | Edwin Coratti      | Benjamin Karl      |
| 2.  | 16 grudnia 2023  | Cortina d’Ampezzo | PGS         | Benjamin Karl      | Andreas Prommegger | Roland Fischnaller |
| 3.  | 23 grudnia 2023  | Davos             | PSL         | Daniele Bagozza    | Arvid Auner        | Edwin Coratti      |
| 4.  | 13 stycznia 2024 | Scuol             | PGS         | Benjamin Karl      | Tim Mastnak        | Andreas Prommegger |
| 5.  | 16 stycznia 2024 | Bad Gastein       | PSL         | Maurizio Bormolini | Arvid Auner        | Fabian Obmann      |
| 6.  | 20 stycznia 2024 | Pamporowo         | PSL         | Daniele Bagozza    | Edwin Coratti      | Radosław Jankow    |
| 7.  | 21 stycznia 2024 | Pamporowo         | PSL         | Lee Sang-ho        | Andreas Prommegger | Fabian Obmann      |
| 8.  | 25 stycznia 2024 | Rogla             | PGS         | Benjamin Karl      | Aaron March        | Mirko Felicetti    |
| 9.  | 27 stycznia 2024 | Simonhöhe         | PGS         | Daniele Bagozza    | Benjamin Karl      | Fabian Obmann      |
|     | 15 lutego 2024   | Craigleith        | PGS         | Odwołano           | Odwołano           | Odwołano           |
| 10. | 24 lutego 2024   | Krynica-Zdrój     | PGS         | Andreas Prommegger | Roland Fischnaller | Daniele Bagozza    |
| 11. | 25 lutego 2024   | Krynica-Zdrój     | PGS         | Arvid Auner        | Maurizio Bormolini | Alexander Payer    |
| 12. | 9 marca 2024     | Winterberg        | PSL         | Lee Sang-ho        | Andreas Prommegger | Maurizio Bormolini |
|     | 16 marca 2024    | Berchtesgaden     | PSL         | Odwołano           | Odwołano           | Odwołano           |

#### Wyniki reprezentantów Polski
| Zawodnik | Carezza 14.12 | Cortina d’Ampezzo 16.12 | Scuol 13.01 | Rogla 25.01 | Simonhöhe 27.01 | Krynica-Zdrój 24.02 | Krynica-Zdrój 25.02 |     | Davos 23.12 | Bad Gastein 16.01 | Pamporowo 20.01 | Pamporowo 21.01 | Winterberg 09.03 |
| Zawodnik | PGS           | PGS                     | PGS         | PGS         | PGS             | PGS                 | PGS                 | PSL | PSL         | PSL               | PSL             | PSL             |                  |
| Andrzej Gąsienica-Daniel | 42            | 41                      | –           | –           | –               | 34                  | 34                  | –   | –           | –                 | –               | –               |                  |
| Oskar Kwiatkowski | 15            | 25                      | 14          | 11          | 6               | 11                  | 8                   | 45  | 24          | 13                | 21              | 8               |                  |
| Maciej Mikołajczyk | –             | –                       | –           | –           | –               | 35                  | 38                  | –   | –           | –                 | –               | –               |                  |
| Michał Nowaczyk | 33            | 39                      | 25          | 23          | 21              | dnf                 | 19                  | 21  | 31          | 38                | 44              | 28              |                  |
| Mikołaj Rutkowski | –             | –                       | –           | –           | –               | 37                  | dsq                 | –   | –           | 46                | dsq             | –               |                  |
| 1. 2. 3. 4. 5–8 (ćwierćfinał) 9–16 (1/8 finału) 17–30 (kwalifikacje) poniżej 30 Kwalifikacje: dnf – Zawodnik nie ukończył przejazdu dns – Zawodnik nie wystartował dsq – Zawodnik został zdyskwalifikowany |               |                         |             |             |                 |                     |                     |     |             |                   |                 |                 |                  |

#### Kobiety
| Lp. | Data             | Miejscowość       | Konkurencja | 1. miejsce                 | 2. miejsce                 | 3. miejsce        |
| --- | ---------------- | ----------------- | ----------- | -------------------------- | -------------------------- | ----------------- |
| 1.  | 14 grudnia 2023  | Carezza           | PGS         | Ramona Theresia Hofmeister | Daniela Ulbing             | Tsubaki Miki      |
| 2.  | 16 grudnia 2023  | Cortina d’Ampezzo | PGS         | Ramona Theresia Hofmeister | Lucia Dalmasso             | Sabine Schöffmann |
| 3.  | 23 grudnia 2023  | Davos             | PSL         | Ramona Theresia Hofmeister | Lucia Dalmasso             | Sabine Schöffmann |
| 4.  | 13 stycznia 2024 | Scuol             | PGS         | Lucia Dalmasso             | Jasmin Coratti             | Tsubaki Miki      |
| 5.  | 16 stycznia 2024 | Bad Gastein       | PSL         | Ramona Theresia Hofmeister | Sabine Schöffmann          | Jasmin Coratti    |
| 6.  | 20 stycznia 2024 | Pamporowo         | PSL         | Ester Ledecká              | Ramona Theresia Hofmeister | Tsubaki Miki      |
| 7.  | 21 stycznia 2024 | Pamporowo         | PSL         | Ester Ledecká              | Sabine Schöffmann          | Tsubaki Miki      |
| 8.  | 25 stycznia 2024 | Rogla             | PGS         | Tsubaki Miki               | Michelle Dekker            | Sabine Schöffmann |
| 9.  | 27 stycznia 2024 | Simonhöhe         | PGS         | Sabine Schöffmann          | Zuzana Maděrová            | Elisa Caffont     |
|     | 15 lutego 2024   | Craigleith        | PGS         | Odwołano                   | Odwołano                   | Odwołano          |
| 10. | 24 lutego 2024   | Krynica-Zdrój     | PGS         | Ramona Theresia Hofmeister | Julie Zogg                 | Michelle Dekker   |
| 11. | 25 lutego 2024   | Krynica-Zdrój     | PGS         | Tsubaki Miki               | Daniela Ulbing             | Ladina Jenny      |
| 12. | 9 marca 2024     | Winterberg        | PSL         | Ester Ledecká              | Sabine Schöffmann          | Lucia Dalmasso    |
|     | 16 marca 2024    | Berchtesgaden     | PSL         | Odwołano                   | Odwołano                   | Odwołano          |

#### Wyniki reprezentantek Polski
| Zawodniczka | Carezza 14.12 | Cortina d’Ampezzo 16.12 | Scuol 13.01 | Rogla 25.01 | Simonhöhe 27.01 | Krynica-Zdrój 24.02 | Krynica-Zdrój 25.02 |     | Davos 23.12 | Bad Gastein 16.01 | Pamporowo 20.01 | Pamporowo 21.01 | Winterberg 09.03 |
| Zawodniczka | PGS           | PGS                     | PGS         | PGS         | PGS             | PGS                 | PGS                 | PSL | PSL         | PSL               | PSL             | PSL             |                  |
| Weronika Biela-Nowaczyk | –             | –                       | –           | –           | –               | dsq                 | 24                  | –   | –           | –                 | –               | –               |                  |
| Maria Bukowska-Chyc | 35            | 23                      | 20          | 20          | 19              | 25                  | 25                  | 26  | 28          | 27                | 23              | 20              |                  |
| Weronika Dawidek | 33            | 25                      | 16          | –           | 20              | 21                  | dsq                 | –   | –           | 19                | 20              | 22              |                  |
| Olga Kaciczak | –             | –                       | –           | –           | –               | 34                  | 36                  | –   | –           | –                 | –               | –               |                  |
| Olimpia Kwiatkowska | 20            | dnf                     | 25          | 22          | 29              | 35                  | dsq                 | 24  | 32          | 28                | dsq             | –               |                  |
| Natasza Piwowarczyk | –             | –                       | –           | –           | –               | 33                  | 35                  | –   | –           | –                 | –               | –               |                  |
| Karolina Półtorak | –             | –                       | –           | –           | –               | 30                  | 34                  | –   | –           | –                 | –               | –               |                  |
| Natalia Stokłosa | –             | –                       | –           | –           | –               | 29                  | 28                  | –   | –           | –                 | –               | –               |                  |
| Sonia Zapała | –             | –                       | –           | –           | –               | 36                  | 38                  | –   | –           | –                 | –               | –               |                  |
| 1. 2. 3. 4. 5–8 (ćwierćfinał) 9–16 (1/8 finału) 17–30 (kwalifikacje) poniżej 30 Kwalifikacje: dnf – Zawodniczka nie ukończyła przejazdu dns – Zawodniczka nie wystartowała dsq – Zawodniczka została zdyskwalifikowana |               |                         |             |             |                 |                     |                     |     |             |                   |                 |                 |                  |

#### Konkurencje mieszane
- Drużynowy slalom/gigant równoległy (PRT)

| Lp. | Data             | Miejscowość   | Konkurencja | Konkurencja | 1. miejsce                                       | 2. miejsce                                 | 3. miejsce                                              |
| --- | ---------------- | ------------- | ----------- | ----------- | ------------------------------------------------ | ------------------------------------------ | ------------------------------------------------------- |
| 1.  | 17 stycznia 2024 | Bad Gastein   | PRT         | PSL         | Austria 1 Andreas Prommegger · Sabine Schöffmann | Włochy 3 Daniele Bagozza · Lucia Dalmasso  | Niemcy 1 Stefan Baumeister · Ramona Theresia Hofmeister |
| 2.  | 28 stycznia 2024 | Simonhöhe     | PRT         | PGS         | Austria 1 Andreas Prommegger · Sabine Schöffmann | Szwajcaria 2 Dario Caviezel · Ladina Jenny | Niemcy 1 Elias Huber · Ramona Theresia Hofmeister       |
|     | 16 lutego 2024   | Craigleith    | PRT         | PGS         | Odwołano                                         | Odwołano                                   | Odwołano                                                |
| 3.  | 10 marca 2024    | Winterberg    | PRT         | PSL         | Włochy 2 Daniele Bagozza · Lucia Dalmasso        | Słowenia 1 Žan Košir · Gloria Kotnik       | Włochy 1 Maurizio Bormolini · Elisa Caffont             |
|     | 17 marca 2024    | Berchtesgaden | PRT         | PSL         | Odwołano                                         | Odwołano                                   | Odwołano                                                |

### Snowboardcross(SBX)

#### Mężczyźni
| Lp. | Data             | Miejscowość       | Konkurencja | 1. miejsce          | 2. miejsce          | 3. miejsce          |
| --- | ---------------- | ----------------- | ----------- | ------------------- | ------------------- | ------------------- |
| 1.  | 3 grudnia 2023   | Les Deux Alpes    | SBX         | Éliot Grondin       | Alessandro Hämmerle | Lucas Eguibar       |
| 2.  | 16 grudnia 2023  | Cervinia          | SBX         | Alessandro Hämmerle | Adam Lambert        | Éliot Grondin       |
| 3.  | 26 stycznia 2024 | Sankt Moritz      | SBX         | Éliot Grondin       | Kalle Koblet        | Omar Visintin       |
| 4.  | 3 lutego 2024    | Gudauri           | SBX         | Éliot Grondin       | Cameron Bolton      | Alessandro Hämmerle |
| 5.  | 4 lutego 2024    | Gudauri           | SBX         | Éliot Grondin       | Cameron Bolton      | Omar Visintin       |
| 6.  | 2 marca 2024     | Sierra Nevada     | SBX         | Leon Ulbricht       | Éliot Grondin       | Jake Vedder         |
| 7.  | 3 marca 2024     | Sierra Nevada     | SBX         | Merlin Surget       | Éliot Grondin       | Jakob Dusek         |
| 8.  | 9 marca 2024     | Cortina d’Ampezzo | SBX         | Éliot Grondin       | Jake Vedder         | Jarryd Hughes       |
| 9.  | 16 marca 2024    | Montafon          | SBX         | Alessandro Hämmerle | Léo Le Blé Jaques   | Julian Lüftner      |
| 10. | 17 marca 2024    | Montafon          | SBX         | Alessandro Hämmerle | Jakob Dusek         | Merlin Surget       |
| 11. | 23 marca 2024    | Mont-Sainte-Anne  | SBX         | Éliot Grondin       | Cameron Bolton      | Radek Houser        |
| 12. | 24 marca 2024    | Mont-Sainte-Anne  | SBX         | Éliot Grondin       | Cameron Bolton      | Leon Ulbricht       |

#### Kobiety
| Lp. | Data             | Miejscowość       | Konkurencja | 1. miejsce        | 2. miejsce         | 3. miejsce       |
| --- | ---------------- | ----------------- | ----------- | ----------------- | ------------------ | ---------------- |
| 1.  | 3 grudnia 2023   | Les Deux Alpes    | SBX         | Chloé Trespeuch   | Michela Moioli     | Belle Brockhoff  |
| 2.  | 16 grudnia 2023  | Cervinia          | SBX         | Sina Siegenthaler | Belle Brockhoff    | Josie Baff       |
| 3.  | 26 stycznia 2024 | Sankt Moritz      | SBX         | Eva Adamczyková   | Sophie Hediger     | Chloé Trespeuch  |
| 4.  | 3 lutego 2024    | Gudauri           | SBX         | Chloé Trespeuch   | Eva Adamczyková    | Sophie Hediger   |
| 5.  | 4 lutego 2024    | Gudauri           | SBX         | Charlotte Bankes  | Chloé Trespeuch    | Belle Brockhoff  |
| 6.  | 2 marca 2024     | Sierra Nevada     | SBX         | Charlotte Bankes  | Eva Adamczyková    | Chloé Trespeuch  |
| 7.  | 3 marca 2024     | Sierra Nevada     | SBX         | Michela Moioli    | Josie Baff         | Charlotte Bankes |
| 8.  | 9 marca 2024     | Cortina d’Ampezzo | SBX         | Charlotte Bankes  | Eva Adamczyková    | Michela Moioli   |
| 9.  | 16 marca 2024    | Montafon          | SBX         | Michela Moioli    | Charlotte Bankes   | Josie Baff       |
| 10. | 17 marca 2024    | Montafon          | SBX         | Chloé Trespeuch   | Lindsey Jacobellis | Josie Baff       |
| 11. | 23 marca 2024    | Mont-Sainte-Anne  | SBX         | Charlotte Bankes  | Chloé Trespeuch    | Léa Casta        |
| 12. | 24 marca 2024    | Mont-Sainte-Anne  | SBX         | Charlotte Bankes  | Michela Moioli     | Josie Baff       |

#### Konkurencje mieszane
- Drużynowy snowboardcross (BXT)

| Lp. | Data            | Miejscowość    | Konkurencja | 1. miejsce                                           | 2. miejsce                               | 3. miejsce                                           |
| --- | --------------- | -------------- | ----------- | ---------------------------------------------------- | ---------------------------------------- | ---------------------------------------------------- |
| 1.  | 2 grudnia 2023  | Les Deux Alpes | BXT         | Wielka Brytania 1 Huw Nightingale · Charlotte Bankes | Francja 2 Loan Bozzolo · Chloé Trespeuch | Stany Zjednoczone 1 Jake Vedder · Lindsey Jacobellis |
| 2.  | 17 grudnia 2023 | Cervinia       | BXT         | Włochy 1 Omar Visintin · Michela Moioli              | Francja 1 Loan Bozzolo · Chloé Trespeuch | Szwajcaria 1 Kalle Koblet · Sina Siegenthaler        |

### Freestyle(HP/SS/BA)

#### Mężczyźni
| Lp. | Data                 | Miejscowość       | Konkurencja | 1. miejsce       | 2. miejsce       | 3. miejsce        |
| --- | -------------------- | ----------------- | ----------- | ---------------- | ---------------- | ----------------- |
| 1.  | 21 października 2023 | Chur              | BA          | Hiroto Ogiwara   | Kira Kimura      | Takeru Otsuka     |
| 2.  | 2 grudnia 2023       | Pekin             | BA          | Su Yiming        | Ryoma Kimata     | Kira Kimura       |
| 3.  | 8 grudnia 2023       | Secret Garden     | HP          | Scotty James     | Ruka Hirano      | Lee Chae-un       |
| 4.  | 9 grudnia 2023       | Edmonton          | BA          | Taiga Hasegawa   | Su Yiming        | Redmond Gerard    |
| 5.  | 15 grudnia 2023      | Copper Mountain   | BA          | Hiroaki Kunitake | Sam Vermaat      | Redmond Gerard    |
| 6.  | 16 grudnia 2023      | Copper Mountain   | HP          | Ayumu Hirano     | Lee Chae-un      | Yūto Totsuka      |
| 7.  | 20 stycznia 2024     | Laax              | SS          | Liam Brearley    | Ryoma Kimata     | Cameron Spalding  |
| 8.  | 20 stycznia 2024     | Laax              | HP          | Scotty James     | Valentino Guseli | Ruka Hirano       |
|     | 2 lutego 2024        | Mammoth Mountain  | SS          | Odwołano         | Odwołano         | Odwołano          |
| 9.  | 3 lutego 2024        | Mammoth Mountain  | HP          | Yūto Totsuka     | Ruka Hirano      | Kaishu Hirano     |
| 10. | 10 lutego 2024       | Calgary           | HP          | Valentino Guseli | Ruka Hirano      | Shuichiro Shigeno |
|     | 11 lutego 2024       | Calgary           | SS          | Odwołano         | Odwołano         | Odwołano          |
| 11. | 15 marca 2024        | Tignes            | SS          | Ryoma Kimata     | Romain Allemand  | Taiga Hasegawa    |
|     | 16 marca 2024        | Szpindlerowy Młyn | SS          | Odwołano         | Odwołano         | Odwołano          |
| 12. | 23 marca 2024        | Silvaplana        | SS          | Liam Brearley    | Taiga Hasegawa   | Valentino Guseli  |

#### Kobiety
| Lp. | Data                 | Miejscowość       | Konkurencja | 1. miejsce           | 2. miejsce      | 3. miejsce      |
| --- | -------------------- | ----------------- | ----------- | -------------------- | --------------- | --------------- |
| 1.  | 21 października 2023 | Chur              | BA          | Kokomo Murase        | Reira Iwabuchi  | Mia Brookes     |
| 2.  | 2 grudnia 2023       | Pekin             | BA          | Anna Gasser          | Tess Coady      | Miyabi Onitsuka |
| 3.  | 8 grudnia 2023       | Secret Garden     | HP          | Cai Xuetong          | Liu Jiayu       | Maddie Mastro   |
| 4.  | 9 grudnia 2023       | Edmonton          | BA          | Zoi Sadowski-Synnott | Mia Brookes     | Anna Gasser     |
| 5.  | 15 grudnia 2023      | Copper Mountain   | BA          | Kokomo Murase        | Mari Fukada     | Mia Brookes     |
| 6.  | 16 grudnia 2023      | Copper Mountain   | HP          | Choi Ga-on           | Mitsuki Ono     | Maddie Mastro   |
| 7.  | 20 stycznia 2024     | Laax              | SS          | Julia Marino         | Annika Morgan   | Anna Gasser     |
| 8.  | 20 stycznia 2024     | Laax              | HP          | Mitsuki Ono          | Bea Kim         | Ruki Tomita     |
|     | 2 lutego 2024        | Mammoth Mountain  | SS          | Odwołano             | Odwołano        | Odwołano        |
| 9.  | 3 lutego 2024        | Mammoth Mountain  | HP          | Mitsuki Ono          | Sena Tomita     | Maddie Mastro   |
| 10. | 10 lutego 2024       | Calgary           | HP          | Mitsuki Ono          | Maddie Mastro   | Sena Tomita     |
|     | 11 lutego 2024       | Calgary           | SS          | Odwołano             | Odwołano        | Odwołano        |
| 11. | 15 marca 2024        | Tignes            | SS          | Kokomo Murase        | Miyabi Onitsuka | Reira Iwabuchi  |
|     | 16 marca 2024        | Szpindlerowy Młyn | SS          | Odwołano             | Odwołano        | Odwołano        |
| 12. | 23 marca 2024        | Silvaplana        | SS          | Reira Iwabuchi       | Kokomo Murase   | Anna Gasser     |

## Klasyfikacje

### Mężczyźni
| Lp. | Zawodnik           | Punkty |
| --- | ------------------ | ------ |
| 1.  | Benjamin Karl      | 626    |
| 2.  | Andreas Prommegger | 560    |
| 3.  | Maurizio Bormolini | 548    |
| 4.  | Daniele Bagozza    | 508    |
| 5.  | Lee Sang-ho        | 477    |
| 6.  | Edwin Coratti      | 468    |
| 7.  | Arvid Auner        | 456    |
| 8.  | Fabian Obmann      | 421    |
| 9.  | Roland Fischnaller | 402    |
| 10. | Aaron March        | 376    |

| Lp. | Zawodnik           | Punkty |
| --- | ------------------ | ------ |
| 1.  | Benjamin Karl      | 489    |
| 2.  | Andreas Prommegger | 329    |
| 3.  | Roland Fischnaller | 308    |
| 4.  | Maurizio Bormolini | 304    |
| 5.  | Edwin Coratti      | 257    |
| 6.  | Daniele Bagozza    | 256    |
| 7.  | Aaron March        | 247    |
| 8.  | Fabian Obmann      | 246    |
| 9.  | Tim Mastnak        | 222    |
| 10. | Arvid Auner        | 213    |

| Lp. | Zawodnik           | Punkty |
| --- | ------------------ | ------ |
| 1.  | Lee Sang-ho        | 313    |
| 2.  | Daniele Bagozza    | 252    |
| 3.  | Maurizio Bormolini | 244    |
| 4.  | Arvid Auner        | 243    |
| 5.  | Andreas Prommegger | 231    |
| 6.  | Edwin Coratti      | 211    |
| 7.  | Cody Winters       | 196    |
| 8.  | Radosław Jankow    | 180    |
| 9.  | Fabian Obmann      | 175    |
| 10. | Benjamin Karl      | 137    |

| Lp. | Zawodnik            | Punkty |
| --- | ------------------- | ------ |
| 1.  | Éliot Grondin       | 952    |
| 2.  | Alessandro Hämmerle | 604    |
| 3.  | Cameron Bolton      | 552    |
| 4.  | Merlin Surget       | 383    |
| 5.  | Omar Visintin       | 357    |
| 6.  | Jakob Dusek         | 331    |
| 7.  | Jake Vedder         | 326    |
| 8.  | Kalle Koblet        | 321    |
| 9.  | Julian Lüftner      | 298    |
| 10. | Julien Tomas        | 293    |

| Lp. | Zawodnik          | Punkty |
| --- | ----------------- | ------ |
| 1.  | Valentino Guseli  | 350    |
| 2.  | Ryoma Kimata      | 340    |
| 3.  | Ruka Hirano       | 326    |
| 4.  | Liam Brearley     | 311    |
| 5.  | Taiga Hasegawa    | 308    |
| 6.  | Kira Kimura       | 232    |
| 7.  | Shuichiro Shigeno | 230    |
| 8.  | Scotty James      | 229    |
| 9.  | Yūto Totsuka      | 229    |
| 10. | Su Yiming         | 225    |

| Lp. | Zawodnik          | Punkty |
| --- | ----------------- | ------ |
| 1.  | Ruka Hirano       | 300    |
| 2.  | Valentino Guseli  | 230    |
| 3.  | Scotty James      | 229    |
| 4.  | Yūto Totsuka      | 229    |
| 5.  | Shuichiro Shigeno | 190    |
| 6.  | Lee Chae-un       | 176    |
| 7.  | Chase Josey       | 158    |
| 8.  | Ayumu Hirano      | 155    |
| 9.  | Kaishu Hirano     | 152    |
| 10. | Wang Ziyang       | 113    |

| Lp. | Zawodnik         | Punkty |
| --- | ---------------- | ------ |
| 1.  | Liam Brearley    | 229    |
| 2.  | Ryoma Kimata     | 180    |
| 3.  | Taiga Hasegawa   | 140    |
| 4.  | Cameron Spalding | 112    |
| 5.  | Tiarn Collins    | 90     |
| 6.  | Romain Allemand  | 80     |
| 7.  | Hiroto Ogiwara   | 80     |
| 8.  | Valentino Guseli | 78     |
| 9.  | Ian Matteoli     | 74     |
| 10. | Francis Jobin    | 71     |

| Lp. | Zawodnik            | Punkty |
| --- | ------------------- | ------ |
| 1.  | Kira Kimura         | 196    |
| 2.  | Su Yiming           | 180    |
| 3.  | Taiga Hasegawa      | 168    |
| 4.  | Ryoma Kimata        | 160    |
| 5.  | Hiroaki Kunitake    | 148    |
| 6.  | Hiroto Ogiwara      | 143    |
| 7.  | Redmond Gerard      | 120    |
| 8.  | Yuto Miyamura       | 118    |
| 9.  | Nicolas Laframboise | 115    |
| 10. | Sam Vermaat         | 110    |

### Kobiety
| Lp. | Zawodniczka                | Punkty |
| --- | -------------------------- | ------ |
| 1.  | Ramona Theresia Hofmeister | 786    |
| 2.  | Tsubaki Miki               | 639    |
| 3.  | Sabine Schöffmann          | 638    |
| 4.  | Lucia Dalmasso             | 580    |
| 5.  | Julie Zogg                 | 469    |
| 6.  | Michelle Dekker            | 398    |
| 7.  | Daniela Ulbing             | 383    |
| 8.  | Zuzana Maděrová            | 353    |
| 9.  | Jasmin Coratti             | 348    |
| 10. | Ladina Jenny               | 339    |

| Lp. | Zawodniczka                | Punkty |
| --- | -------------------------- | ------ |
| 1.  | Ramona Theresia Hofmeister | 429    |
| 2.  | Tsubaki Miki               | 423    |
| 3.  | Lucia Dalmasso             | 330    |
| 4.  | Daniela Ulbing             | 322    |
| 5.  | Sabine Schöffmann          | 306    |
| 6.  | Michelle Dekker            | 274    |
| 7.  | Julie Zogg                 | 257    |
| 8.  | Elisa Caffont              | 247    |
| 9.  | Claudia Riegler            | 224    |
| 10. | Ladina Jenny               | 222    |

| Lp. | Zawodniczka                | Punkty |
| --- | -------------------------- | ------ |
| 1.  | Ramona Theresia Hofmeister | 357    |
| 2.  | Sabine Schöffmann          | 332    |
| 3.  | Ester Ledecká              | 300    |
| 4.  | Lucia Dalmasso             | 250    |
| 5.  | Tsubaki Miki               | 216    |
| 6.  | Julie Zogg                 | 212    |
| 7.  | Cheyenne Loch              | 148    |
| 8.  | Jasmin Coratti             | 144    |
| 9.  | Zuzana Maděrová            | 144    |
| 10. | Gloria Kotnik              | 130    |

| Lp. | Zawodniczka                     | Punkty |
| --- | ------------------------------- | ------ |
| 1.  | Chloé Trespeuch                 | 792    |
| 2.  | Charlotte Bankes                | 757    |
| 3.  | Michela Moioli                  | 704    |
| 4.  | Josie Baff                      | 608    |
| 5.  | Eva Adamczyková                 | 573    |
| 6.  | Belle Brockhoff                 | 484    |
| 7.  | Léa Casta                       | 417    |
| 8.  | Sina Siegenthaler               | 391    |
| 9.  | Julia Pereira de Sousa Mabileau | 330    |
| 10. | Stacy Gaskill                   | 325    |

| Lp. | Zawodniczka     | Punkty |
| --- | --------------- | ------ |
| 1.  | Kokomo Murase   | 425    |
| 2.  | Mitsuki Ono     | 380    |
| 3.  | Reira Iwabuchi  | 366    |
| 4.  | Miyabi Onitsuka | 305    |
| 5.  | Maddie Mastro   | 292    |
| 6.  | Mia Brookes     | 282    |
| 7.  | Bea Kim         | 280    |
| 8.  | Anna Gasser     | 280    |
| 9.  | Laurie Blouin   | 267    |
| 10. | Mari Fukada     | 235    |

| Lp. | Zawodniczka    | Punkty |
| --- | -------------- | ------ |
| 1.  | Mitsuki Ono    | 380    |
| 2.  | Maddie Mastro  | 260    |
| 3.  | Bea Kim        | 230    |
| 4.  | Sena Tomita    | 208    |
| 5.  | Brooke D'Hondt | 149    |
| 6.  | Berenice Wicki | 147    |
| 7.  | Choi Ga-on     | 140    |
| 8.  | Ruki Tomita    | 132    |
| 9.  | Liu Jiayu      | 125    |
| 10. | Cai Xuetong    | 100    |

| Lp. | Zawodniczka      | Punkty |
| --- | ---------------- | ------ |
| 1.  | Kokomo Murase    | 225    |
| 2.  | Reira Iwabuchi   | 160    |
| 3.  | Annika Morgan    | 144    |
| 4.  | Laurie Blouin    | 140    |
| 5.  | Miyabi Onitsuka  | 139    |
| 6.  | Anna Gasser      | 120    |
| 7.  | Julia Marino     | 100    |
| 8.  | Evy Poppe        | 100    |
| 9.  | Hanne Eilertsen  | 80     |
| 10. | Šárka Pančochová | 75     |

| Lp. | Zawodniczka          | Punkty |
| --- | -------------------- | ------ |
| 1.  | Mia Brookes          | 250    |
| 2.  | Mari Fukada          | 215    |
| 3.  | Reira Iwabuchi       | 206    |
| 4.  | Kokomo Murase        | 200    |
| 5.  | Miyabi Onitsuka      | 180    |
| 6.  | Anna Gasser          | 160    |
| 7.  | Laurie Blouin        | 127    |
| 8.  | Jasmine Baird        | 104    |
| 9.  | Zoi Sadowski-Synnott | 100    |
| 10. | Tess Coady           | 80     |

### Drużynowo / Puchar Narodów
| Lp. | Zawodnicy                                             | Punkty |
| --- | ----------------------------------------------------- | ------ |
| 1.  | Austria Andreas Prommegger · Sabine Schöffmann        | 245    |
| 2.  | Włochy Daniele Bagozza · Lucia Dalmasso               | 209    |
| 3.  | Włochy Maurizio Bormolini · Elisa Caffont             | 160    |
| 4.  | Słowenia Žan Košir · Gloria Kotnik                    | 112    |
| 5.  | Szwajcaria Dario Caviezel · Ladina Jenny              | 106    |
| 6.  | Austria Arvid Auner · Claudia Riegler                 | 105    |
| 7.  | Niemcy Stefan Baumeister · Ramona Theresia Hofmeister | 100    |
| 8.  | Włochy Edwin Coratti · Jasmin Coratti                 | 76     |
| 9.  | Niemcy Elias Huber · Ramona Theresia Hofmeister       | 60     |
| 10. | Szwajcaria Gian Casanova · Julie Zogg                 | 58     |

| Lp. | Zawodnicy                                          | Punkty |
| --- | -------------------------------------------------- | ------ |
| 1.  | Francja Loan Bozzolo · Chloé Trespeuch             | 160    |
| 2.  | Wielka Brytania Huw Nightingale · Charlotte Bankes | 145    |
| 3.  | Włochy Omar Visintin · Michela Moioli              | 140    |
| 4.  | Szwajcaria Kalle Koblet · Sina Siegenthaler        | 60     |
| 4.  | Stany Zjednoczone Jake Vedder · Lindsey Jacobellis | 60     |
| 6.  | Australia Adam Lambert · Josie Baff                | 50     |
| 6.  | Australia Adam Lambert · Belle Brockhoff           | 50     |
| 8.  | Australia Cameron Bolton · Belle Brockhoff         | 45     |
| 9.  | Stany Zjednoczone Senna Leith · Lindsey Jacobellis | 40     |
| 10. | Niemcy Martin Nörl · Jana Fischer                  | 36     |
| 10. | Włochy Lorenzo Sommariva · Sofia Belingheri        | 36     |

| Lp. | Państwo           | Punkty |
| --- | ----------------- | ------ |
| 1.  | Włochy            | 4891   |
| 2.  | Austria           | 4804   |
| 3.  | Japonia           | 4443   |
| 4.  | Stany Zjednoczone | 3541   |
| 5.  | Kanada            | 3384   |
| 6.  | Szwajcaria        | 3259   |
| 7.  | Australia         | 3143   |
| 8.  | Niemcy            | 3015   |
| 9.  | Francja           | 2520   |
| 10. | Czechy            | 1814   |